# Palazzo Venturi Magalotti
Palazzo Venturi Magalotti è un edificio storico del centro di Firenze, situato in via Santo Spirito 1 angolo via del Presto di San Martino.

## Storia e descrizione
Con la denominazione di palazzo Venturi l'edificio è registrato nell'Atlante del Barocco (2007), in relazione ai lavori promossi dal 1703 da Lorenzo Magalotti, in particolare relativi alla costruzione di due fontane da erigersi nel cortile, legate a modelli richiesti da questo all'amico Paolo Falconieri. Sempre in questo stesso periodo il palazzo si sarebbe arricchito in due ambienti interni di affreschi con le personificazioni di Flora e Aurora, dovuti ai fratelli Giuseppe e Francesco Melani. 
Per quanto riguarda il fronte (che attualmente si articola su tre piani per sei assi) si segnala sul portone uno scudo scalpellato ma ancora leggibile come un tempo recante l'arme dei Venturi (d'azzurro, alla fascia d'oro accompagnata da tre rocchi di scacchiere delle stesso, il tutto abbassato sotto il capo cucito d'Angiò). Un altro scudo si trova sulla finestra al terreno all'estrema sinistra, ma presenta il campo scalpellato in modo da rendere illeggibile l'arme. 
Sulla cantonata con via del Presto di San Martino è un tabernacolo con lanterna costituito da una notevole cornice con angeli in terracotta, databile al XVII secolo, nella cui nicchia è ora conservata una modesta Madonnina di fattura novecentesca. Nella parte inferiore del tabernacolo, quale parte integrante della cornice di terracotta, è uno scudo con l'arme (scalpellata ma ancora leggibile grazie ai profili del disegno) della famiglia Michelozzi (trinciato d'argento e di rosso, a due monti di sei cime dell'uno nell'altro, ciascuno cimato da una stella a otto punte dello stesso). Lo stesso stemma si trova anche su una rimessa in via del Presto di San Martino. Il tabernacolo risulta restaurato nel 1998 da Daniela Valentini per le cure del Seroptimist Club di Firenze, in memoria di Luisa Becherucci.

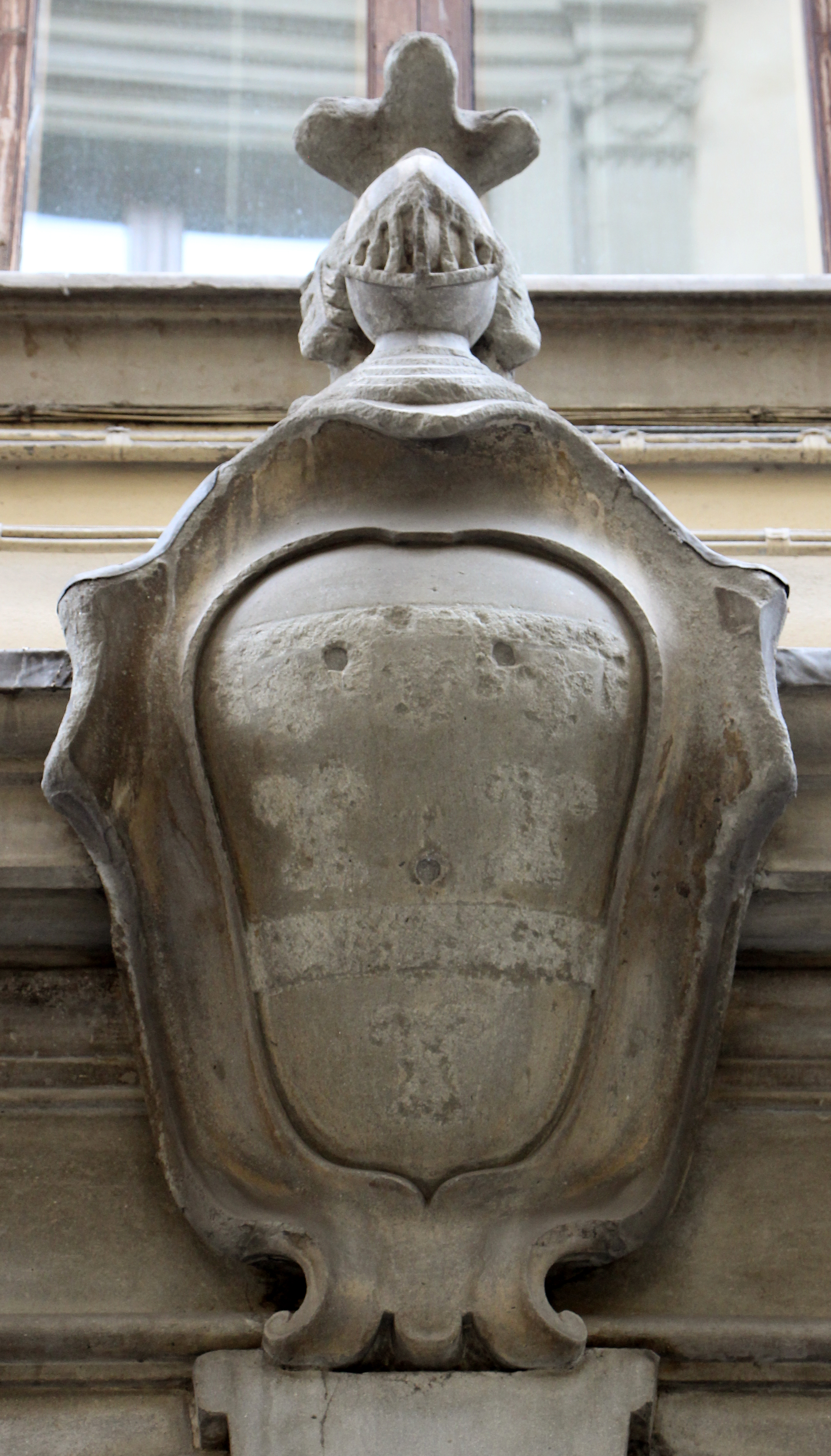
Stemma Venturi scalpezzato
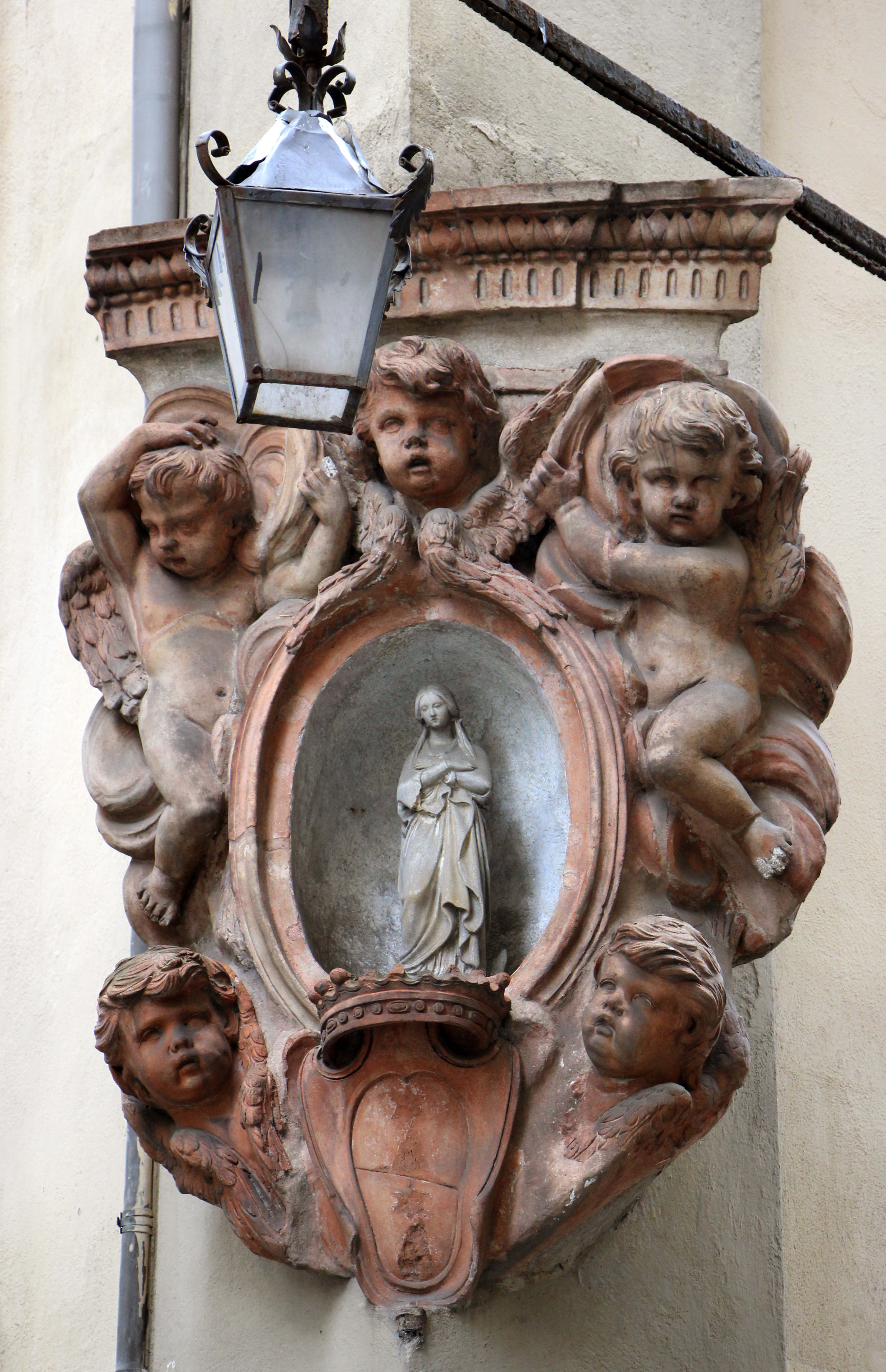
Il tabernacolo
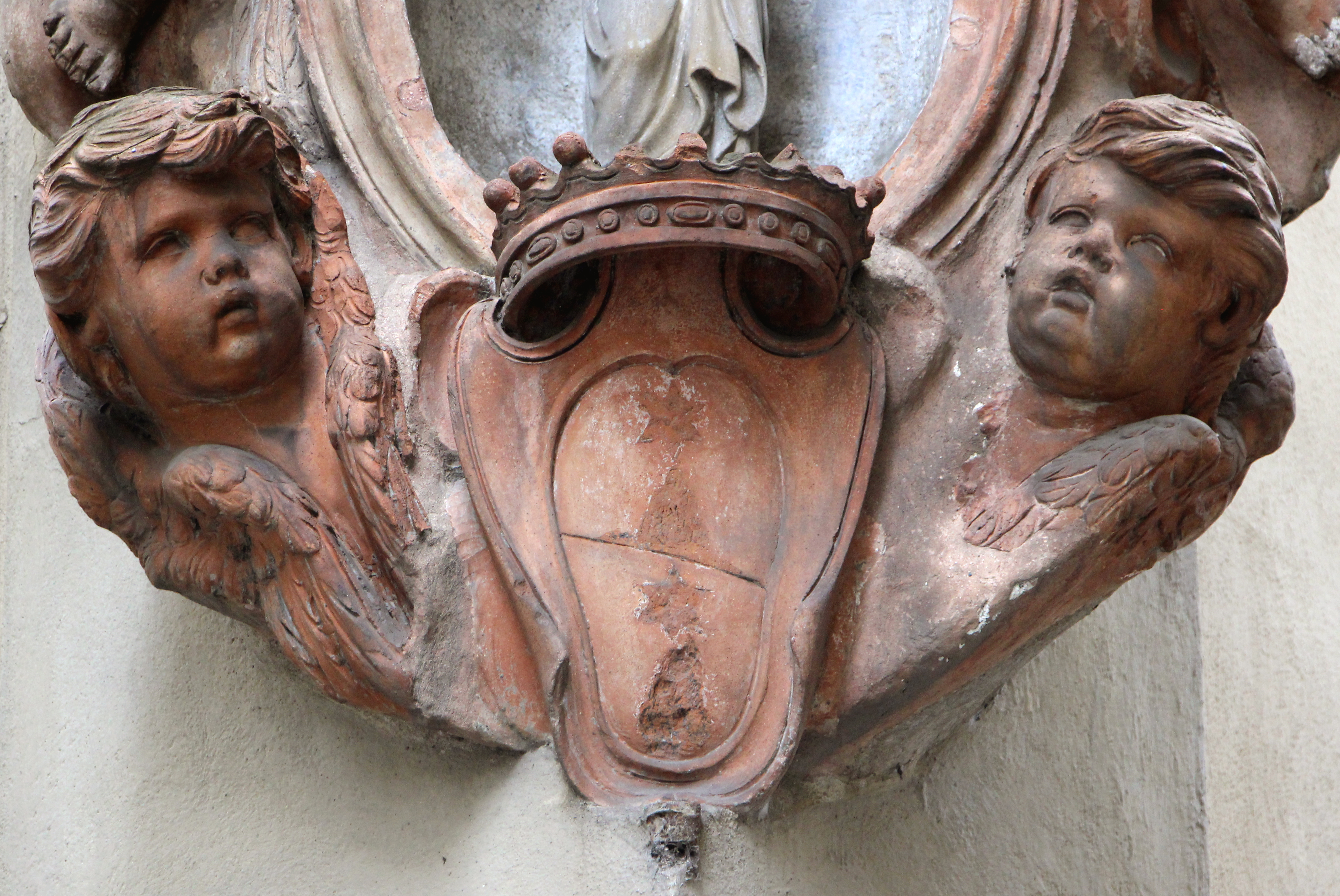
Stemma Michelozzi